# Igreja de Todos os Santos (Goxhill)
A Igreja de Todos os Santos é uma igreja anglicana e edifício listado como Grau I em Goxhill, North Lincolnshire, em Inglaterra.

## Arquitectura
A capela-mor data do século XIII d.C. e a nave, corredores e torre dos séculos XIV-XV. O chão e o gesso foram restaurados em cerca de 1857 e o corredor, capela-mor e torre foram restaurados mais tarde.

## Galeria

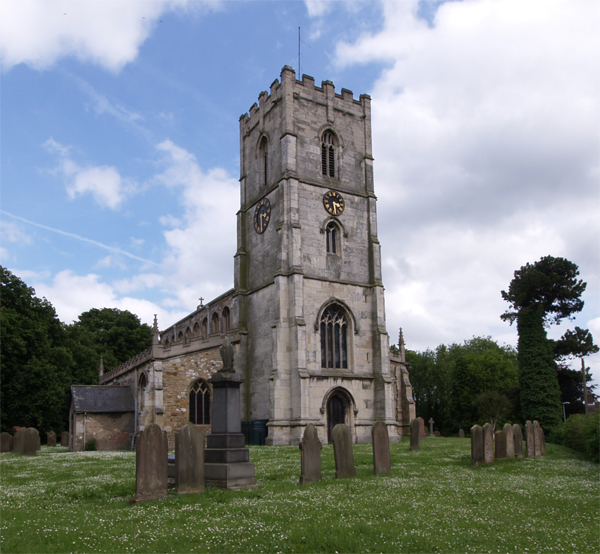
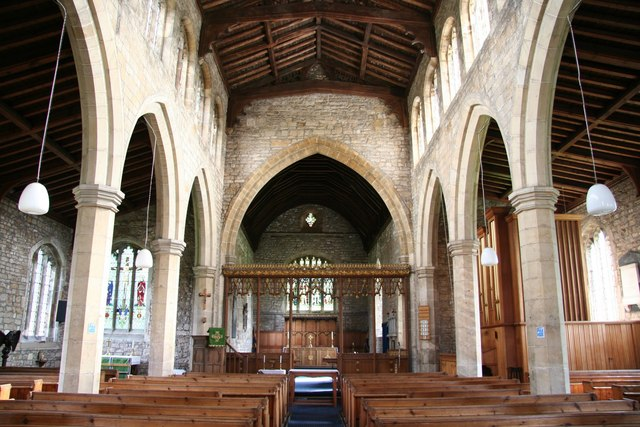
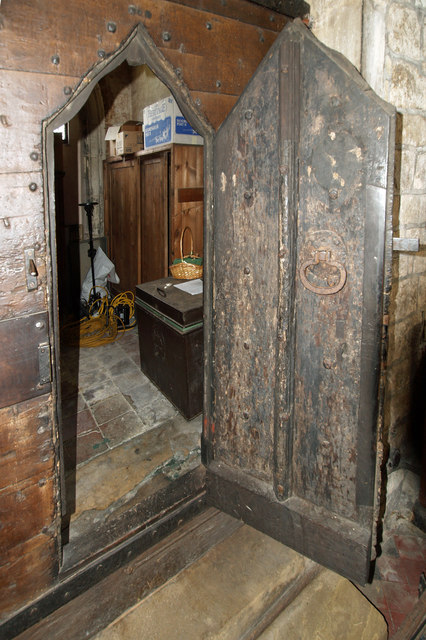
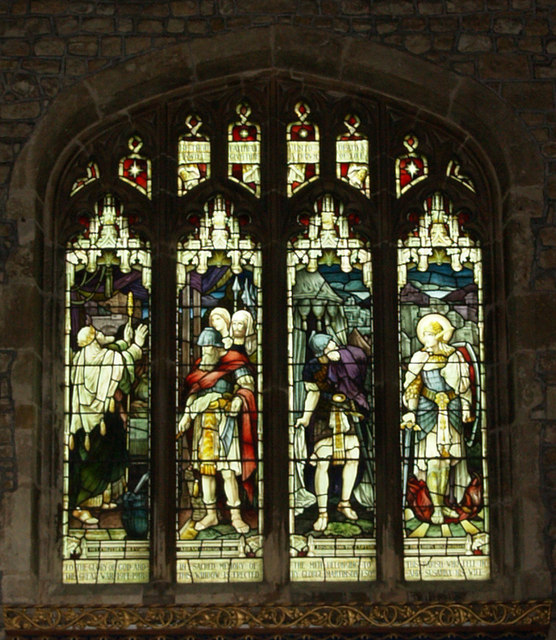